# Эбоси

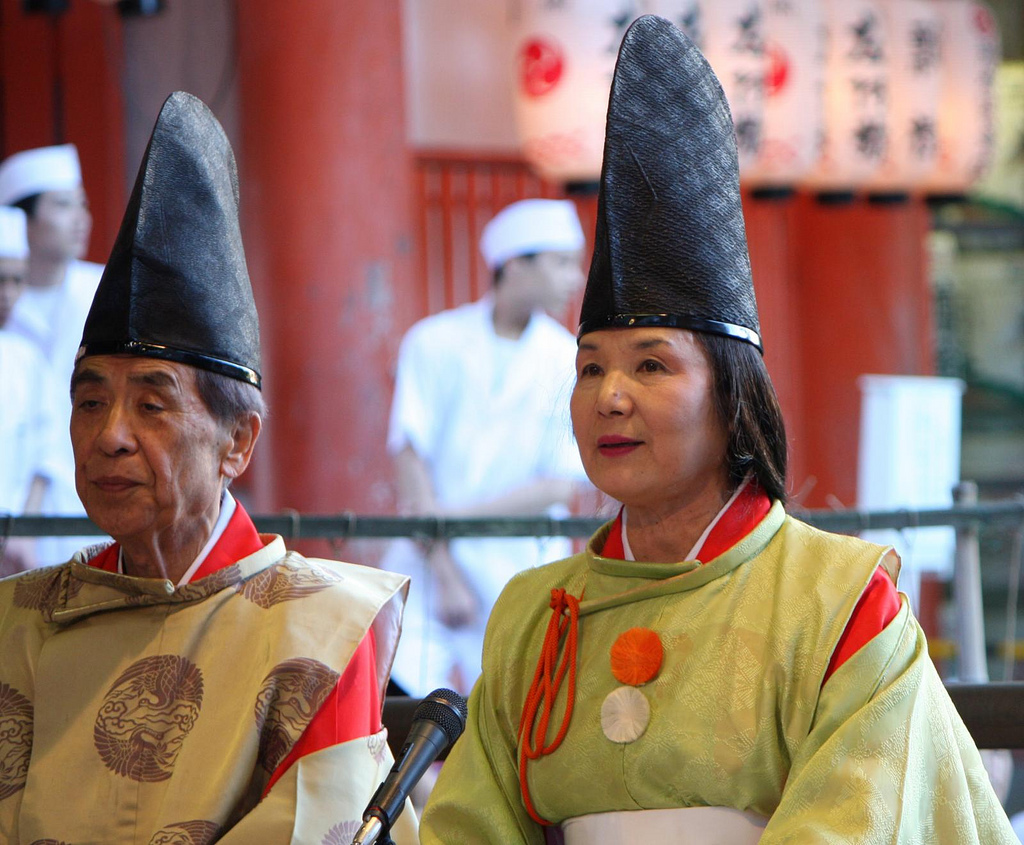
Каннуси-служители храма Ясака (Киото) в эбоси

Эбоси (яп. 烏帽子, えぼし, «воронья шапка») — традиционный японский мужской головной убор. Имел вид чёрного закругленного колпака. Изготавливалась из ткани или бумаги; красилась в черный (вороной) цвет; иногда покрывалась лаком уруси. Обычно, крепилась к голове веревкой, которая завязывалась под подбородком. Носилась придворной аристократией как составляющая парадного или повседневного наряда; также носилась самураями и простонародьем как часть парадной одежды. Изредка носилась женщинами, в частности танцовщицами-проститутками сирабёси. Имела разнообразные формы, определялись статусом, возрастом, полом или вкусом носителя: стоячие («татэ-эбоси»), изогнутые («ори-эбоси»), ветровые («кадзаори-эбоси»), самурайские («самурай-эбоси»), мятые («моми-эбоси»). Сегодня носится синтоистскими священнослужителями по праздникам.

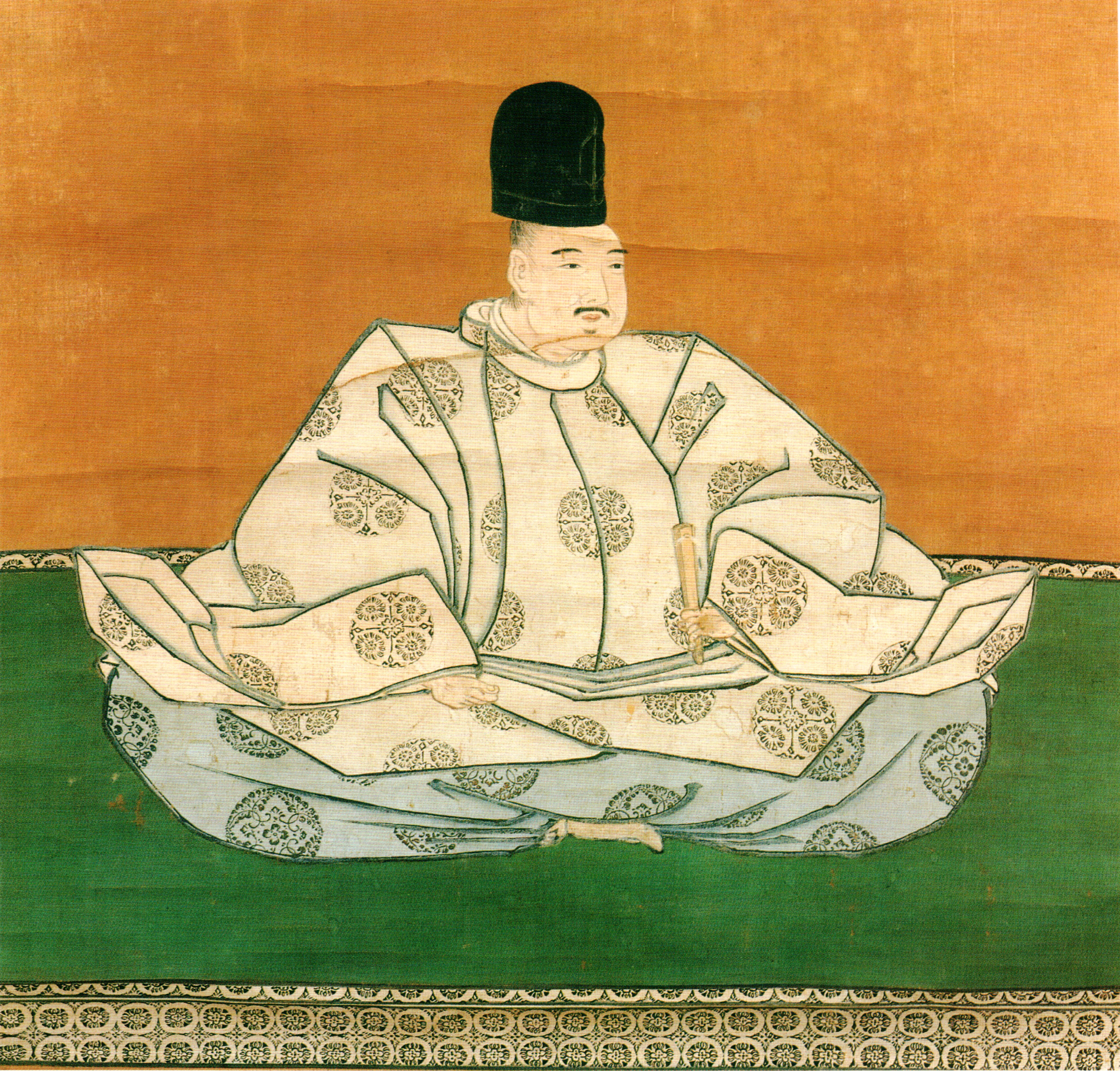
Тата-эбоси
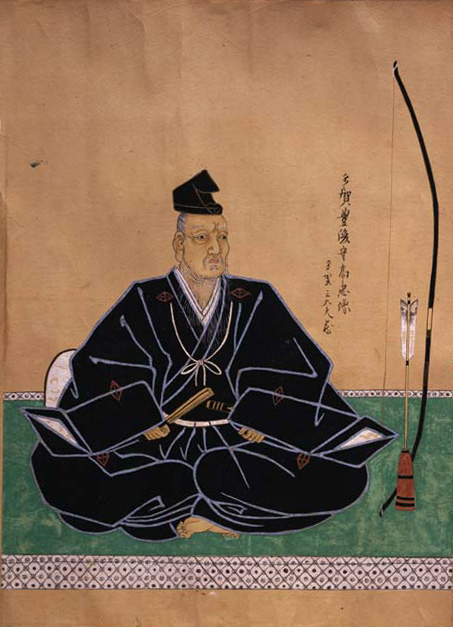
Кадзаори-эбоси
Самурай-эбоси
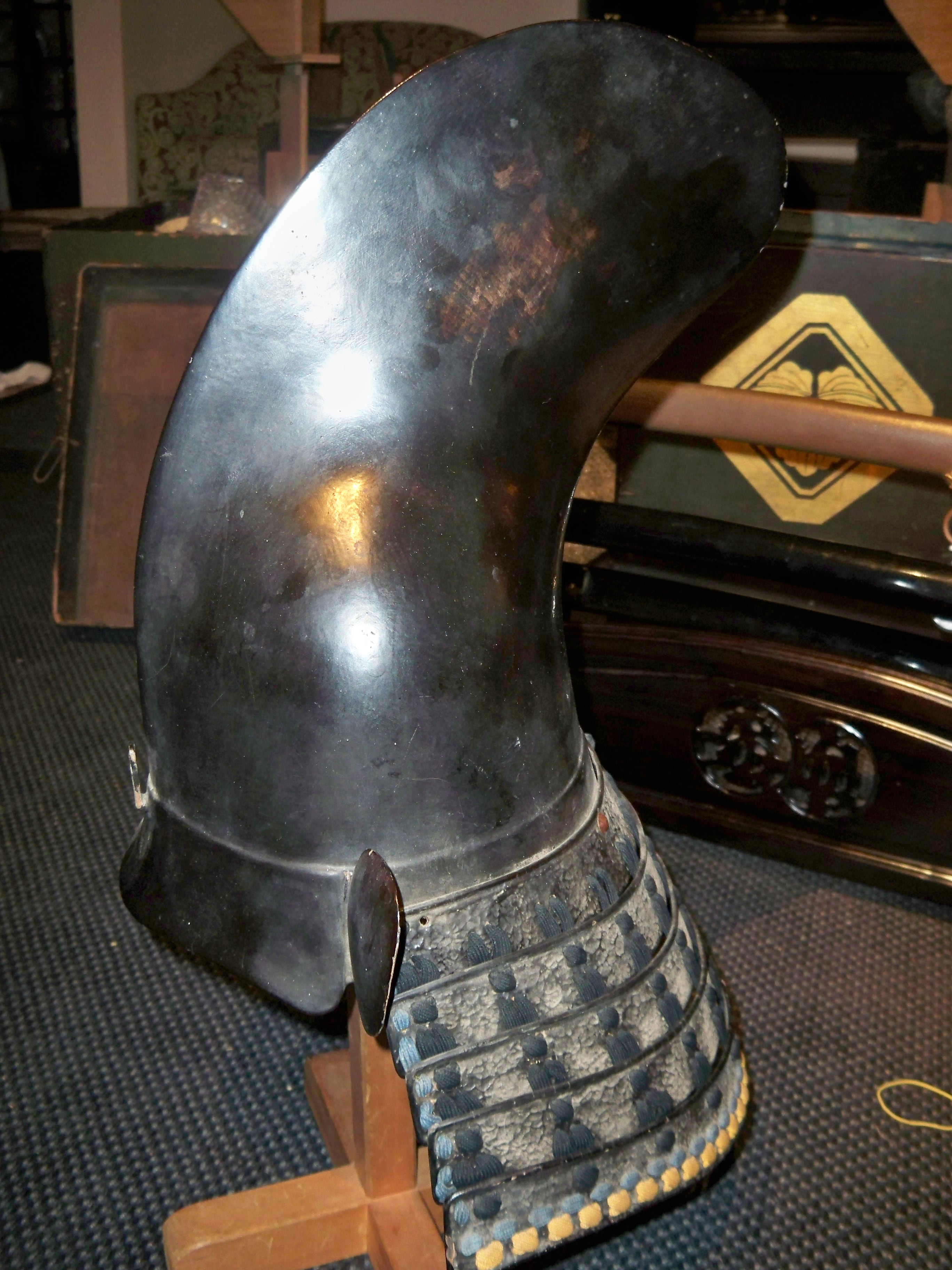
Эбоси-кабуто — шлем в виде эбоси